# Syncthing
Syncthing è una applicazione client/server di sincronizzazione file open source e multipiattaforma, scritta in Go.
Gli apparati che eseguono il software sono in grado di condividere file senza la necessità di usufruire di un servizio di storage proprietario:
- Nessun dato viene mai memorizzato in luogo diverso dagli apparati stessi.
- Tutte le comunicazioni sono criptate tramite TLS.
- Ogni nodo viene identificato da un certificato crittografico. Solo i nodi esplicitamente autorizzati sono in grado di connettersi al cluster.

La configurazione può avvenire tramite browser.
È supportato il protocollo UPnP/NAT-PMP per la configurazione automatica dei router che lo supportano.
Dalla versione 0.14.40 include il monitoraggio costante del filesystem. Questo riduce la necessità di scansioni ripetute aumentando le prestazioni generali.
Sono disponibili strumenti di terze parti che, interfacciandosi al software, permettono di semplificarne ulteriormente l'utilizzo.

## Compatibilità
Syncthing è disponibile per i seguenti sistemi operativi:
- Microsoft Windows
- macOS
- Linux
- FreeBSD
- Oracle Solaris
- Dragonfly BSD
- NetBSD
- OpenBSD
- Dispositivi NAS